# Jozef Verelst
Jozef Verelst (Laken, 31 juli 1903 – Elsene, 21 augustus 1966 was een Belgisch hoboïst en dirigent.
Hij begon echter met een vioolstudie in Mechelen, maar wendde zich al in die stad tot de hobo. Hij voltooide zijn studie aan het Koninklijk Conservatorium Brussel, alwaar hij in 1921 afstudeerde in transpositie en hobo. Nog was hij niet klaar met studeren; hij ging in de leer bij Martin Lunssens (harmonieleer), August De Boeck (contrapunt), Paul Gilson (fuga en compositieleer) en Hermann Scherchen (directie). Daarna volgde opnieuw studie, nu bij Felix Weingartner in Bazel en Désiré Defauw te Brussel. 
Hij werd hoboïst van het Kursaalorkest te Oostende en was tussen 1924 en 1934 hoboïst te Winterthur. Hij trad als solist op met orkest in België, Zwitserland en Italië, maar verbond zich in 1934 aan (het kamerorkest van) het omroeporkest van de Nationaal Instituut voor de Radio-omroep, waar hij tevens althobo speelde. Hij was er sinds 1944 ook tweede dirigent en vanaf 1953 tot aan zijn overlijden eerste dirigent.  